# استان اوئانوکو
استان اوئانوکو (به اسپانیایی: Provincia de Huánuco) یک استان در پرو است که در منطقه اوئانوکو واقع شده‌است. استان اوئانوکو ۴٬۰۲۲٫۵۴ کیلومتر مربع مساحت و ۲۵۴٬۱۳۳ نفر جمعیت دارد.